# Omias rotundatus
Omias rotundatus — вид долгоносиков-скосарей из подсемейства Entiminae.

## Описание
Жук длиной 2,5—3 мм. Имеет смоляно-бурую окраску, голени и усики красноватые. Верхняя часть тела в более или менее редких, тонких, не скрывающих основного фона, слабо металлически отливающих волосовидных чешуйках.

## Экология
Встречается в степях и смешанных лесах. Полифаг, и является вредителем всходов свеклы (Beta).